# Berbești (Vâlcea)
Berbești ist eine Kleinstadt im Kreis Vâlcea in der Region Walachei in Rumänien.

## Lage
Berbești liegt im Vorland der Südkarpaten, am Oberlauf des Flusses Olteț. Die Kreishauptstadt Râmnicu Vâlcea befindet sich etwa 40 km nordöstlich.

## Geschichte
Die ältesten archäologischen Funde auf dem Territorium der Stadt stammen aus der Stein- und aus der Bronzezeit. Die erste urkundliche Erwähnung von Berbești stammt aus dem Jahr 1423. Zur Zeit des Fürsten Alexandru Ioan Cuza (1859–1866) wurde Berbești Sitz einer Gemeinde. Seit den 1970er Jahren änderte sich der bis dahin ländliche Charakter des Ortes grundlegend, als mit der Förderung von Lignit (minderwertiger Steinkohle) durch einen großen Tagebau begonnen wurde. 2003 erhielt Berbești den Status einer Stadt.
Die wichtigsten Erwerbszweige ist neben der Lignitförderung die Landwirtschaft (Acker-, Obst- und Weinbau, Imkerei).

## Bevölkerung
1930 lebten auf dem Gebiet der heutigen Stadt etwa 3750 Bewohner, darunter etwa 50 Roma; die übrigen waren Rumänen. Bei der Volkszählung 2002 wurden in der Stadt 5704 Einwohner gezählt, darunter 5697 Rumänen. Nur etwa 550 lebten in Berbești selbst, die übrigen in den fünf eingemeindeten Ortschaften.

## Verkehr
Berbești verfügt über keinen Bahnanschluss. Es bestehen regelmäßige Busverbindungen nach Horezu.

## Sehenswürdigkeiten
- Kirche Sf. Ioan Botezătorul (1797) im Ortsteil Târgu Gângulești
- Kirche Sf. Nicolae  (1863) im Ortsteil Valea Mare